# إسحاق روزا كاماتشو
إسحاق روزا كاماتشو (بالإسبانية: Isaac Rosa Camacho) (1974، إشبيلية في إسبانيا)؛ كاتب، صحفي، مؤلف وروائي إسباني.

## الجوائز
- جائزة رومولو غاييغوس